# G.ho.st
G.ho.st (обычно произносится как «ghost» ["гоуст"] — рус. привидение) — это торговая марка Ghost Inc., название Интернет-сервиса и URL удалённой компьютерной операционной системы, или сервиса, предоставляющего возможности виртуальной операционной системы (en:Web operating system, см. WebOS). 
Её название — это акроним от «Global Hosted Operating SysTem» (рус. «глобальная удалённая операционная система»).

## Обзор
G.ho.st располагается на сервере хостинг-сервиса Amazon Web Services. Для использования G.ho.st требуется веб-браузер с установленным плагином Adobe Flash 9 и поддержкой AJAX. За основу для движка G.ho.st был взят OpenLaszlo. G.ho.st обеспечивает (через Интернет) работу в среде, подражающей «классическому» Рабочему столу, присутствующему в операционных системах, устанавливаемых на персональных компьютерах. Как и при использовании любых других Интернет-сервисов, пользователи могут создавать, сохранять и возвращаться в рабочую среду с различных физически существующих компьютеров. G.ho.st называет себя «виртуальным компьютером» (англ. Virtual Computer). В апреле 2007 года это программное обеспечение вошло в стадию альфа-тестирования, и на июль 2007 года всё ещё оставалось в этой стадии.
Такие Интернет-сервисы не являются операционными системами в традиционном смысле, хотя они иногда называются «виртуальными операционными системами» (англ. Web Operating Systems). Пока они включают в себя лишь графический интерфейс (например, Рабочий стол), (виртуальную) файловую систему и управление приложениями и безопасностью, но они не содержат ядра, управляющего физическими устройствами. Поэтому для использования Интернет-сервиса требуется операционная система, в которой этот Интернет-сервис может быть запущен.
Компания Ghost Inc, разработавшая веб-ориентированную операционную систему G.ho.st, объявила, что 15 марта 2010 года официальный сайт проекта будет закрыт. При этом разработчики отмечают, что компания продолжит свою деятельность и будет продавать технологию и оказывать соответствующую техническую поддержку.

## Возможности
- Интеграция с веб-приложениями сторонних разработчиков (Google Docs, ThinkFree Office[англ.], Meebo, Zoho).
- Почтовая программа/календарь/программа контактов (10 ГБ предоставлено Zimbra).
- Пространство для файлов (15 ГБ свободного места, доступ по FTP, +5 ГБ за каждого приглашённого друга).
- Привязка к другим Интернет-ресурсам (My Items <рус. Мои элементы>).
- Виджеты для Рабочего стола (RSS-клиент, часы, отображение погоды).
- Многоязыковая поддержка.